# Marco Etcheverry
Marco Antonio Etcheverry Vargas (Santa Cruz de la Sierra, 26 de setembro de 1970), também conhecido como Marco Etcheverry ou ainda "El Diablo" Etcheverry, é um ex-futebolista boliviano que jogava como meia, e que atualmente é treinador. Um criativo Playmaker, ele é considerado o maior jogador boliviano de todos os tempos. Jogando na MLS, ele foi selecionado ao "MLS Best XI" por 4 vezes consecutivos, de 1996 to 1999.
Em 12 de abril de 2006, o Congresso boliviano concedeu-lhe a "Ordem do Mérito" e um título de "Cidadão Distinto", por suas conquistas esportivas, logo após sua aposentadoria.
Em 2011, foi incluído na Seleção Histórica da Copa América.

## Carreira
É conhecido como El Diablo ("O Diabo" em espanhol), alcunha que ganhou durante os jogos eliminatórios para a Copa de 1994 devido ao seu grande talento. Nessa partida contra a seleção da Bolívia, em La Paz, a "seleção canarinho" sofreu sua primeira derrota em jogos eliminatórios para a Copa do Mundo. Se Etcheverry foi o herói das eliminatórias, tornou-se o vilão boliviano da Copa de 1994, disputada nos EUA: jogou apenas quatro minutos contra a Alemanha, pois foi logo expulso após cometer jogada violenta no astro alemão Lothar Matthäus.
Jogou em vários clubes da América do Sul (o Bolívar, de sua terra natal; o Colo-Colo do Chile; o América da Colômbia e o Barcelona e o Emelec (ambos do Equador) e no Albacete da Espanha (única equipe europeia que defendeu), mas foi na equipe estadunidense do D.C. United que obteve a consagração. Nessa equipe, El Diablo jogou durante oito anos obteve três títulos e ainda foi eleito o melhor jogador do campeonato em 1998. Jogou nesse clube até 2003, quando regressou à Bolívia para atuar no clube que o revelou, o Bolívar. Aposentou-se do futebol profissional depois de apenas 7 jogos em 2004.
Em 23 de setembro de 2006, Etcheverry foi homenageado em um jogo em casa contra o New York Red Bulls. Durante o intervalo, ele foi colocado no letreiro "D.C. United Tradition of Excellence" no estádio. Depois disso, Etcheverry caminhou até a parte onde os torcedores da equipe se encontravam no estádio e fez sua marca registrada bater palmas na frente deles (ele fazia depois de cada jogo, ganhando ou perdendo).
Encerrou sua carreira definitivamente em 30 de março de 2006, aos 35 anos. A 12 de abril, é condecorado como "cidadão meritório" pela Câmara dos Deputados boliviana.
Em 20 de outubro de 2007, Etcheverry foi homenageado com uma partida de tributo no RFK Stadium, antes da final da temporada regular do United contra Columbus. Com isso, Etcheverry tornou-se o primeiro jogador do United a ser tão honrado. Etcheverry, jogando com os companheiros de equipe do time vencedor da MLS Cup de 1997, derrotou o Hollywood United (uma coleção de ex-jogadores e atores), por 2-1, com Etcheverry empatando e marcando a penalidade vencedora no minuto final.

### Com a Seleção Boliviana
Em 1986, liderou a Bolívia Sub-17 a sagrar-se campeão no Campeonato Sul-Americano da categoria, disputado no Peru, sendo o artilheiro e melhor jogador do torneio.
De 1989 a 2003, Etcheverry foi a grande estrela da seleção boliviana de futebol, participando de 71 jogos e marcando 13 gols. Ele foi peça fundamental para a classificação da Bolívia para a Copa do Mundo dos Estados Unidos, ao lado de Erwin Sánchez, Julio César Baldivieso, o atacante William Ramallo, dentre outros, comandados por Xabier Azkargorta. Jogou a Copa do Mundo de 1994, na qual é lembrado por jogar apenas 4 minutos e 30 segundos do jogo de abertura contra a Alemanha, sendo expulso por falta evitável em Lothar Matthaeus. Ele também é lembrado por ter marcado o primeiro gol da histórica vitória por 2 a 0 sobre o Brasil, na cidade de La Paz, nas eliminatórias de 1993; com a derrota, o Brasil perderia sua invencibilidade histórica nas eliminatórias para a Copa do Mundo.
Para sua aposentadoria em 2006, foi realizada uma partida de despedida no estádio "Ramón Tahuichi Aguilera", na cidade de Santa Cruz de la Sierra, entre o lendário time boliviano de 94, contra estrelas do futebol e amigos do diabo como: Carlos Valderrama, Iván Zamorano, José Luís Chilavert, Diego Latorre, Álex Aguinaga, Sergio Acosta, Sergio Martínez, Fernando Gamboa, entre muitos outros.
Gols pela seleção
| #   | Data                    | Local                                       | Adversário     | Placar (Gol) | Resultado Final | Competição                             |
| --- | ----------------------- | ------------------------------------------- | -------------- | ------------ | --------------- | -------------------------------------- |
| 1.  | 20 de Junho de 1993     | Estádio 9 de Maio, Machala, Ecuador         | Colômbia       | 0-1          | 1–1             | Copa América de 1993                   |
| 2.  | 25 de Julho de 1993     | Estadio Hernando Siles, La Paz, Bolivia     | Brasil         | 1-0          | 2–0             | Eliinatórias da Copa do Mundo de 1994  |
| 3.  | 8 de Agosto de 1993     | Estadio Hernando Siles, La Paz, Bolivia     | Uruguai        | 2-0          | 3-1             | Eliinatórias da Copa do Mundo de 1994  |
| 4.  | 22 de Agosto de 1993    | Estadio Hernando Siles, La Paz, Bolivia     | Venezuela      | 5-0          | 7–0             | Eliinatórias da Copa do Mundo de 1994  |
| 5.  | 22 de Agosto de 1993    | Estadio Hernando Siles, La Paz, Bolivia     | Venezuela      | 6-0          | 7–0             | Eliinatórias da Copa do Mundo de 1994  |
| 6.  | 11 de Julho de 1995     | Estádio Parque Artigas, Paysandú, Uruguay   | Estados Unidos | 1–0          | 1–0             | Copa América de 1995                   |
| 7.  | 25 de Outubro de 1995   | Estádio Ramón Aguilera, Santa Cruz, Bolivia | Equador        | 1–0          | 2–2             | Amistoso                               |
| 8.  | 14 de Fevereiro de 1996 | Estadio Olímpico Patria, Sucre, Bolivia     | Paraguai       | 4–1          | 4–1             | Amistoso                               |
| 9.  | 7 de Julho de 1996      | Estadio Hernando Siles, La Paz, Bolivia     | Venezuela      | 2–0          | 6–1             | Eliminatórias da Copa do Mundo de 1998 |
| 10. | 12 de Janeiro de 1997   | Estadio Hernando Siles, La Paz, Bolivia     | Equador        | 2–0          | 2–0             | Eliminatórias da Copa do Mundo de 1998 |
| 11. | 15 de Junho de 1997     | Estadio Hernando Siles, La Paz, Bolivia     | Peru           | 1–0          | 2–0             | Copa América de 1997                   |
| 12. | 21 de Junho de 1997     | Estadio Hernando Siles, La Paz, Bolivia     | Colômbia       | 1–0          | 2–1             | Copa América de 1997                   |
| 13. | 20 de Julho de 1997     | Estadio Hernando Siles, La Paz, Bolivia     | Uruguai        | 1–0          | 1–0             | Eliminatórias da Copa do Mundo de 1998 |

### Como Treinador
Etcheverry fez sua estreia como treinador de futebol no início de 2009 depois que aceitou uma oferta do clube Sociedad Deportiva Aucas, mas foi demitido após apenas quatro meses no comando. Em 6 de outubro de 2009, Etcheverry foi anunciado como o novo treinador da Oriente Petrolero, substituindo Pablo Sánchez. Mas no meio das negociações ele decidiu não passar.

## Estatísticas

### Clubes
| Club Destroyer's · Bolívia |                   |                   |     |     |     |    |    |    |    |    |     |     |     |      |      |
| Liga del Fútbol Profesional Boliviano | 1986              | 10                | 1   | 2   | —   | —  | —  | —  | —  | —  | 10  | 1   | 2   | 0,10 |      |
| Liga del Fútbol Profesional Boliviano | 1987              | 15                | 1   | 5   | —   | —  | —  | —  | —  | —  | 15  | 1   | 5   | 0,07 |      |
| Liga del Fútbol Profesional Boliviano | 1988              | 31                | 7   | 13  | —   | —  | —  | —  | —  | —  | 31  | 7   | 13  | 0,23 |      |
| Liga del Fútbol Profesional Boliviano | 1989              | 35                | 10  | 12  | —   | —  | —  | —  | —  | —  | 35  | 10  | 12  | 0,29 |      |
| Total pelo clube | Total pelo clube  | 91                | 19  | 32  | 0   | 0  | 0  | 0  | 0  | 0  | 91  | 19  | 32  | 0,21 |      |
| Club Bolívar · Bolívia |                   |                   |     |     |     |    |    |    |    |    |     |     |     |      |      |
| Liga del Fútbol Profesional Boliviano | 1990              | 30                | 15  | 10  | —   | —  | —  | —  | —  | —  | 30  | 15  | 10  | 0,50 |      |
| Liga del Fútbol Profesional Boliviano | 1991              | 37                | 6   | 17  | —   | —  | —  | 8  | 1  | 4  | 45  | 7   | 21  | 0,16 |      |
| Liga del Fútbol Profesional Boliviano | 1993              | 15                | 8   | 4   | —   | —  | —  | 8  | 2  | 5  | 23  | 10  | 9   | 0,44 |      |
| Liga del Fútbol Profesional Boliviano | 2004              | 7                 | 0   | 1   | —   | —  | —  | 5  | 0  | 0  | 12  | 0   | 1   | 0,00 |      |
| Total pelo clube | Total pelo clube  | 89                | 29  | 32  | 0   | 0  | 0  | 21 | 3  | 9  | 110 | 32  | 41  | 0,29 |      |
| Albacete Balompié · Espanha |                   |                   |     |     |     |    |    |    |    |    |     |     |     |      |      |
| La Liga | 1991-92           | 15                | 2   | 2   | —   | —  | —  | —  | —  | —  | 15  | 2   | 2   | 0,13 |      |
| Total pelo clube | Total pelo clube  | 15                | 2   | 2   | 0   | 0  | 0  | 0  | 0  | 0  | 15  | 2   | 2   | 0,13 |      |
| Colo-Colo · Chile |                   |                   |     |     |     |    |    |    |    |    |     |     |     |      |      |
| Primera División de Chile | 1993              | 8                 | 3   | 2   | —   | —  | —  | 2  | 2  | 1  | 10  | 5   | 3   | 0,50 |      |
| Primera División de Chile | 1994              | 13                | 2   | 6   | 6   | 0  | 2  | 4  | 1  | 1  | 23  | 3   | 9   | 0,13 |      |
| Primera División de Chile | 1995              | 15                | 6   | 6   | 5   | 2  | 2  | 2  | 0  | 0  | 22  | 8   | 8   | 0,36 |      |
| Total pelo clube | Total pelo clube  | 36                | 11  | 14  | 11  | 2  | 4  | 8  | 3  | 2  | 55  | 16  | 20  | 0,29 |      |
| América de Cali · Colômbia |                   |                   |     |     |     |    |    |    |    |    |     |     |     |      |      |
| Categoría Primera A - Colombia | 1995              | 21                | 6   | 8   | —   | —  | —  | —  | —  | —  | 21  | 6   | 8   | 0,29 |      |
| Total pelo clube | Total pelo clube  | 21                | 6   | 8   | 0   | 0  | 0  | 0  | 0  | 0  | 21  | 6   | 8   | 0,29 |      |
| DC United · Estados Unidos |                   |                   |     |     |     |    |    |    |    |    |     |     |     |      |      |
| Major League Soccer (MLS) | 1996              | 32                | 5   | 22  | 2   | 0  | 1  | —  | —  | —  | 34  | 5   | 23  | 0,15 |      |
| Major League Soccer (MLS) | 1997              | 24                | 3   | 13  | 2   | 0  | 1  | 3  | 1  | 2  | 29  | 4   | 16  | 0,25 |      |
| Major League Soccer (MLS) | 1998              | 34                | 11  | 21  | —   | —  | —  | 5  | 0  | 2  | 39  | 11  | 23  | 0,28 |      |
| Major League Soccer (MLS) | 1999              | 28                | 5   | 23  | 1   | 0  | 0  | 2  | 0  | 0  | 31  | 5   | 23  | 0,16 |      |
| Major League Soccer (MLS) | 2000              | 22                | 4   | 8   | 3   | 0  | 5  | 2  | 1  | 1  | 27  | 5   | 14  | 0,19 |      |
| Major League Soccer (MLS) | 2001              | 23                | 0   | 12  | 4   | 1  | 5  | 3  | 0  | 3  | 30  | 1   | 20  | 0,03 |      |
| Major League Soccer (MLS) | 2002              | 24                | 3   | 8   | —   | —  | —  | 1  | 0  | 2  | 25  | 3   | 10  | 0,12 |      |
| Major League Soccer (MLS) | 2003              | 27                | 6   | 7   | —   | —  | —  | —  | —  | —  | 27  | 6   | 7   | 0,22 |      |
| Total pelo clube | Total pelo clube  | 214               | 37  | 114 | 12  | 1  | 12 | 16 | 2  | 10 | 242 | 40  | 136 | 0,17 |      |
| Barcelona de Guayaquil · Equador |                   |                   |     |     |     |    |    |    |    |    |     |     |     |      |      |
| Serie A de Ecuador | 1997              | 13                | 6   | 3   | —   | —  | —  | —  | —  | —  | 13  | 6   | 3   | 0,46 |      |
| Total pelo clube | Total pelo clube  | 13                | 6   | 3   | 0   | 0  | 0  | 0  | 0  | 0  | 13  | 6   | 3   | 0,46 |      |
| CS Emelec · Equador |                   |                   |     |     |     |    |    |    |    |    |     |     |     |      |      |
| Serie A de Ecuador | 1998              | 6                 | 0   | 3   | —   | —  | —  | —  | —  | —  | 6   | 0   | 3   | 0,00 |      |
| Total pelo clube | Total pelo clube  | 6                 | 0   | 3   | 0   | 0  | 0  | 0  | 0  | 0  | 6   | 0   | 3   | 0,00 |      |
| Oriente Petrolero · Bolívia |                   |                   |     |     |     |    |    |    |    |    |     |     |     |      |      |
| Primera División de Bolivia | 2001              | —                 | —   | —   | —   | —  | —  | 3  | 0  | 1  | 3   | 0   | 1   | 0,00 |      |
| Total pelo clube | Total pelo clube  | 0                 | 0   | 0   | 0   | 0  | 0  | 3  | 0  | 1  | 3   | 0   | 1   | 0,00 |      |
| Total na Carreira | Total na Carreira | Total na Carreira | 485 | 110 | 208 | 23 | 3  | 16 | 48 | 8  | 22  | 556 | 121 | 246  | 0,22 |
| (1) Inclui dados da Copa Chile / Liguilla Pre-Libertadores (1994-95); Lamar Hunt U.S. Open Cup (1996-01). (2) Inclui dados da Supercopa Sudamericana / Copa Conmebol (1993-95); Copa de Campeones de la Concacaf/Copa Gigantes de la Concacaf / Copa Interamericana (1997-02); Copa Libertadores (1991-04). (3) Não inclui gols em partidas amistosas. |                   |                   |     |     |     |    |    |    |    |    |     |     |     |      |      |

### Por Seleções
| Seleção           | Ano               | Amistosos | Amistosos | Amistosos | Copa América | Copa América | Copa América | Copa doo Mundo | Copa doo Mundo | Copa doo Mundo | Total | Total | Total   | Média gols/jogo |
| Seleção           | Ano               | Jogos     | Gols      | Assist.   | Jogos        | Gols         | Assist.      | Jogos          | Gols           | Assist.        | Jogos | Gols  | Assist. | Média gols/jogo |
| ----------------- | ----------------- | --------- | --------- | --------- | ------------ | ------------ | ------------ | -------------- | -------------- | -------------- | ----- | ----- | ------- | --------------- |
| Sub-17 · Bolívia  | 1985              | —         | —         | —         | 8            | 2            | 2            | 3              | 1              | 1              | 11    | 3     | 3       | 0,27            |
| Sub-17 · Bolívia  | 1986              | —         | —         | —         | 7            | 1            | 2            | —              | —              | —              | 7     | 1     | 2       | 0,14            |
| Sub-17 · Bolívia  | 1987              | —         | —         | —         | —            | —            | —            | 3              | 1              | 2              | 3     | 1     | 2       | 0,33            |
| Sub-17 · Bolívia  | Total             | 0         | 0         | 0         | 15           | 3            | 4            | 6              | 2              | 3              | 21    | 5     | 7       | 0,24            |
| Adulta · Bolívia  | 1989              | 2         | 0         | 1         | 2            | 0            | 0            | —              | —              | —              | 4     | 0     | 1       | 0,00            |
| Adulta · Bolívia  | 1990              | —         | —         | —         | —            | —            | —            | —              | —              | —              | 0     | 0     | 0       | 0,00            |
| Adulta · Bolívia  | 1991              | 1         | 0         | 0         | 4            | 0            | 0            | —              | —              | —              | 5     | 0     | 0       | 0,00            |
| Adulta · Bolívia  | 1992              | —         | —         | —         | —            | —            | —            | —              | —              | —              | 0     | 0     | 0       | 0,00            |
| Adulta · Bolívia  | 1993              | 4         | 0         | 1         | 10           | 5            | 4            | —              | —              | —              | 14    | 5     | 5       | 0,36            |
| Adulta · Bolívia  | 1994              | —         | —         | —         | —            | —            | —            | 1              | 0              | 0              | 1     | 0     | 0       | 0,00            |
| Adulta · Bolívia  | 1995              | 2         | 1         | 1         | 4            | 1            | 3            | —              | —              | —              | 6     | 2     | 4       | 0,33            |
| Adulta · Bolívia  | 1996              | 5         | 1         | 3         | 5            | 1            | 2            | —              | —              | —              | 10    | 2     | 5       | 0,20            |
| Adulta · Bolívia  | 1997              | —         | —         | —         | 14           | 4            | 3            | —              | —              | —              | 14    | 4     | 3       | 0,29            |
| Adulta · Bolívia  | 1998              | —         | —         | —         | —            | —            | —            | —              | —              | —              | 0     | 0     | 0       | 0,00            |
| Adulta · Bolívia  | 1999              | 6         | 0         | 2         | 3            | 0            | 0            | 3              | 0              | 0              | 12    | 0     | 2       | 0,00            |
| Adulta · Bolívia  | 2000              | —         | —         | —         | 3            | 0            | 0            | —              | —              | —              | 3     | 0     | 0       | 0,00            |
| Adulta · Bolívia  | 2001              | —         | —         | —         | —            | —            | —            | —              | —              | —              | 0     | 0     | 0       | 0,00            |
| Adulta · Bolívia  | 2002              | 1         | 0         | 0         | —            | —            | —            | —              | —              | —              | 1     | 0     | 0       | 0,00            |
| Adulta · Bolívia  | 2003              | —         | —         | —         | 1            | 0            | 0            | —              | —              | —              | 1     | 0     | 0       | 0,00            |
| Adulta · Bolívia  | Total             | 21        | 2         | 8         | 46           | 11           | 12           | 4              | 0              | 0              | 71    | 13    | 20      | 0,18            |
| Total na carreira | Total na carreira | 21        | 2         | 8         | 61           | 14           | 16           | 10             | 2              | 3              | 92    | 18    | 27      | 0,20            |
|                   |                   |           |           |           |              |              |              |                |                |                |       |       |         |                 |

### Resumo estatístico
| Competição            | Jogos | Gols | Média | Assistências | Média | Gols e Assistências | Média |
| --------------------- | ----- | ---- | ----- | ------------ | ----- | ------------------- | ----- |
| Campeonatos Nacionais | 485   | 110  | 0,23  | 208          | 0,43  | 318                 | 0,66  |
| Copas nacionais       | 23    | 3    | 0,13  | 16           | 0,70  | 19                  | 0,83  |
| Copas internacionais  | 48    | 8    | 0,17  | 22           | 0,46  | 30                  | 0,63  |
| Seleção principal     | 71    | 13   | 0,18  | 20           | 0,28  | 33                  | 0,47  |
| Seleção Sub-17        | 21    | 5    | 0,24  | 7            | 0,33  | 12                  | 0,57  |
| Total                 | 648   | 139  | 0,22  | 273          | 0,42  | 412                 | 0,64  |

## Títulos
Como jogador
 Seleção Boliviana
- Campeão do Campeonato Sul-Americano de Futebol Sub-17 de 1986
- Vice-campeão da Copa América de 1997

Bolívar
- Campeonato Boliviano: 1991

Colo-Colo
- Copa Chile: 1994

Barcelona
- Campeonato Equatoriano: 1997

Oriente Petrolero
- Campeonato Boliviano: 2001

DC United
- Copa Interamericana: 1998
- Copa dos Campeões da CONCACAF: 1998
- MLS Cup: 1996, 1997, 1999, 2004
- MLS Supporters' Shield: 1997, 1999
- US Open Cup: 1996

### Conquistas Individuais
- MLS Best XI: 1996, 1997, 1998, 1999
- MLS Goal of the Year: 1997, 1999
- MLS Most Valuable Player: 1998
- MLS All-Star Game MVP: 2002
- MLS All-Time Best XI
- Seleção Histórica da Copa América: 2011